# Арчібалд Мак-Кіннон
Арчібалд Мак-Кіннон (англ. Archibald MacKinnon, 13 січня 1937) — канадський академічний веслувальник.
Олімпійський чемпіон 1956 року в складі розпашної четвірки без стернового, срібний призер 1960 року в складі вісімки.
Переможець Ігор Співдружності 1958 року в складі вісімки.